# Holstre
Holstre – wieś w Estonii, w prowincji Viljandi, gminie Viljandi. Do 20 października 2013 w gminie Paistu.
Archaiczne nazwy wsi to: Holstfershof, Olstever (1424), Olstwerre mois (1782). We wsi znajduje się jezioro Holstre.